# Nipponentomon bidentatum
Nipponentomon bidentatum är en urinsektsart som beskrevs av Nakamura 2004. Nipponentomon bidentatum ingår i släktet Nipponentomon och familjen lönntrevfotingar. Inga underarter finns listade i Catalogue of Life.